# Interakcja (statystyka)

Przykładowa ilustracja interakcji: Pomiędzy czynnikiem A i zmienną X zachodzi (nieaddytywna) interakcja z punktu widzenia związku statystycznego ze zmienną Y.

Interakcja, efekt interakcji – w statystyce sytuacja, w której siła lub kierunek związku statystycznego pomiędzy dwiema zmiennymi zmienia się w zależności od stanu trzeciej zmiennej. Pojęcie stosowane jest między innymi w kontekście wieloczynnikowej analizy wariancji i analizy regresji.